# Stânfries X (schip, 1909)
De huidige Stânfries X is een schip dat onder de naam Drachten I in 1909 werd gebouwd door de werf C. van der Giessen & Zonen in de Stormpolder bij Krimpen aan den IJssel voor rederij Fa. E. & S. & C. St. Martin in Rotterdam, de latere Reederij Stanfries. Het schip had aanvankelijk een lengte van 31,3 meter. Na de Tweede Wereldoorlog werd het schip met vijf meter verlengd. Ook werd  de stoommachine vervangen door een dieselmotor. 
Later heeft het schip dienst gedaan onder de namen Zwette en Leny onder andere als classificeerdersboot in Rotterdam. In 1997 dreigde het schip te worden gesloopt. Het schip werd echter gekocht door de Stichting Stânfries, die het schip in de jaren 2002 en 2003 grondig lieten restaureren en de naam Stânfries X gaf.
De oospronkelijke Stânfries X was gebouwd in 1912 bij Botje Ensing & Co in Groningen. Bij de restauratie is de romp van het schip vervangen door de romp van haar zusterschip de Drachten I. De rompen van beide schepen waren volkomen gelijk in vorm en maatvoering. 
Bij de restauratie heeft de nieuwe Stânfries X het brandmerk van haar rompdonor gekregen. Hierdoor komen zowel 1909 en 1912 als bouwjaar naar voren.
Het schip werd opgenomen in het Nationaal Register Varend Erfgoed en doet dienst als museumschip met als ligplaats de Willemskade in Leeuwarden.

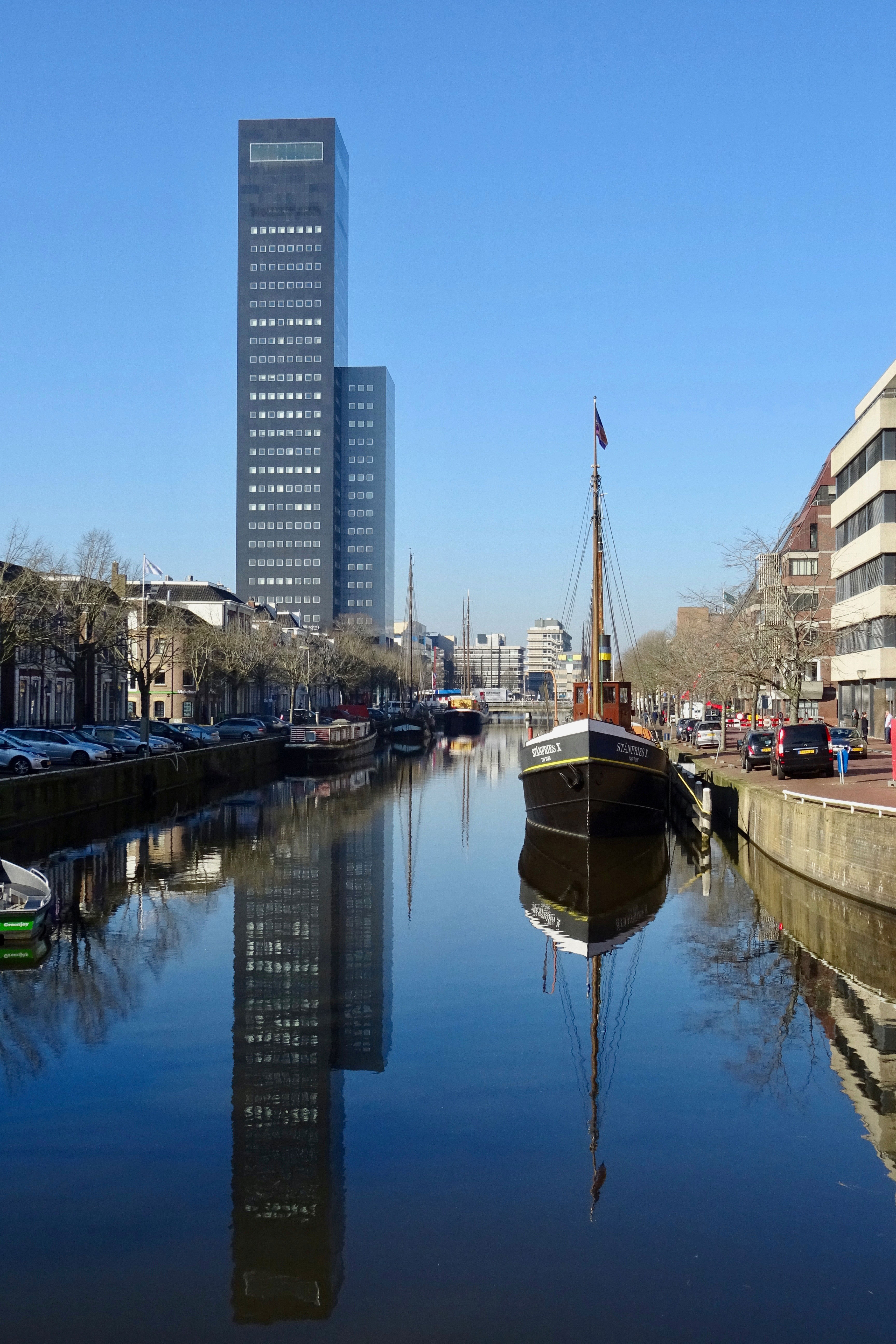
De Willemskade met rechts aan de kade de Stânfries X